# Mileștii Mici, Ialoveni

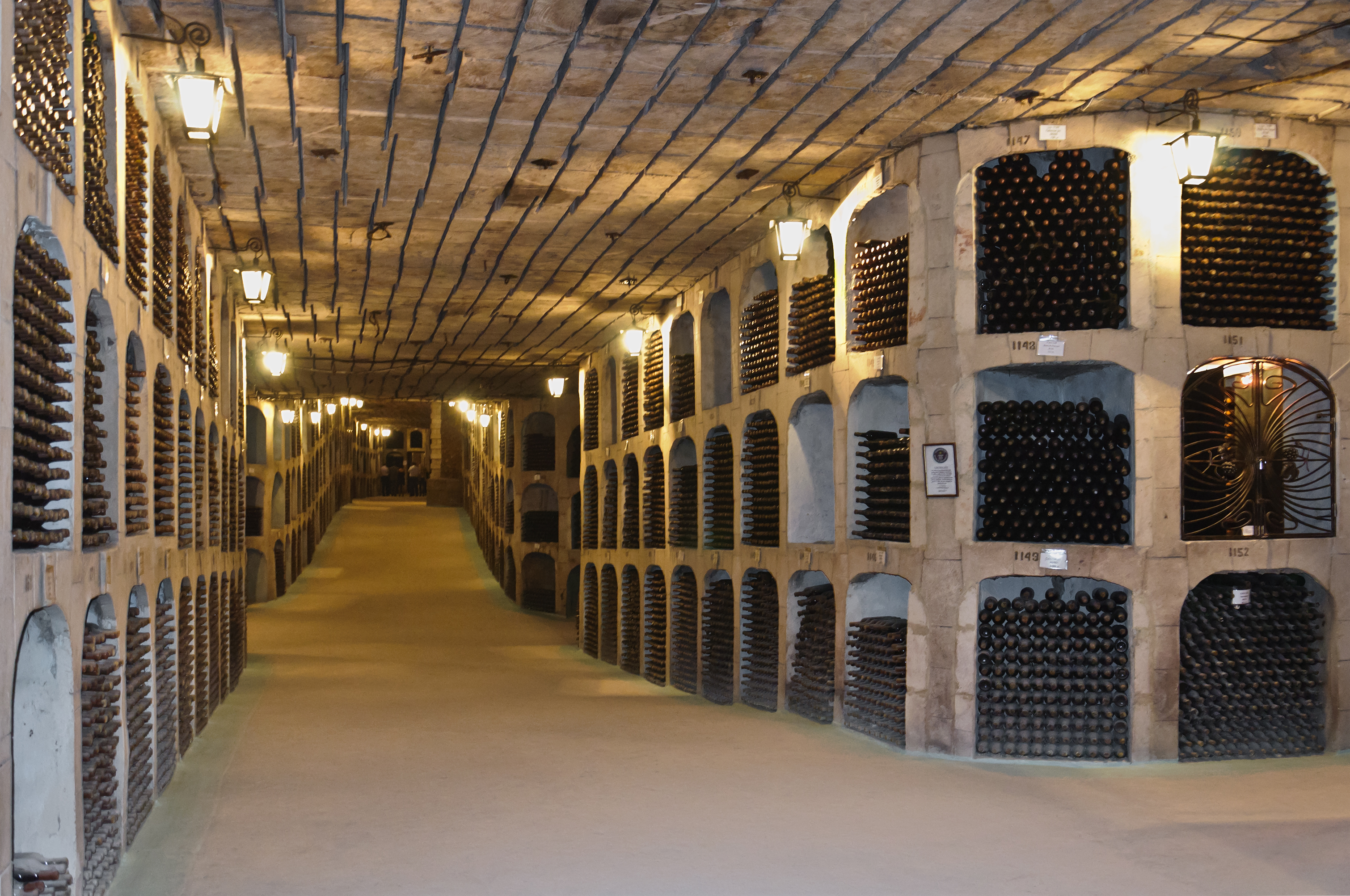
Pivnițe de la Mileștii Mici

Mileștii Mici este o localitate situată la 20 km la sud de Chișinău, în Raionul Ialoveni, Republica Moldova. Localitatea a devenit faimoasă pentru colecția sa de vinuri (Colecția de Aur). Aceasta a intrat în Cartea Recordurilor ca cea mai mare colecție de vinuri din Europa, cu peste 1,5 milioane de sticle de colecție. În total numărul de sticle prezente în pivnițele de la Mileștii Mici depășește 2 milioane.
Complexul de galerii (pivnițe) de la Mileștii Mici este la rândul său cel mai mare din lume pentru suprafața subterană existentă, și a doua cea mai mare din lume pentru suprafața subterană folosită pentru păstrarea sau maturarea vinurilor. Lungimea totală a galeriilor constituie 200 km, dintre care cca. 55 km (o suprafață de 182 mii m²) sunt utilizate în scopuri tehnologice. Grosimea stratului pana la suprafața variază de la 30 la 85 m. 
Vinurile păstrate aici sunt în proporție de 70% vinuri roșii, cu numai 20% vinuri albe și 10% vinuri de desert. Cea mai valoroasă sticlă de vin prezentă în colecție a fost produsă în 1973-74 și valorează 480€.
Soiurile de vin colecționate la Milești sunt: Pinot, Traminer, Muscat, Riesling, Fetească, Dnestrovscoie, Milestscoie, Codru, Negru de Purcari, Trandafirul Moldovei, Auriu, Cahor-Ciumai.
Anul primei atestări documentare a localității Mileștii Mici – 1655.
Hramul satului - Sfântul Nicolae de vară.

## Demografie

### Structura etnică
Structura etnică a satului Mileștii Mici conform recensământului populației din 2004:
| Grup etnic                                               | Populație | % Procentaj  |
| -------------------------------------------------------- | --------- | ------------ |
| Băștinași declarați Moldoveni Băștinași declarați Români | 3634 19   | 98,40% 0,51% |
| Ucraineni                                                | 19        | 0,51%        |
| Ruși                                                     | 13        | 0,35%        |
| Găgăuzi                                                  | 4         | 0,11%        |
| Bulgari                                                  | 2         | 0,05%        |
| Alții                                                    | 2         | 0,05%        |
| Total                                                    | 3693      |              |